# Henny Kroeze
Henny Kroeze, właśc. Hendrikus Constantinus Jozef Kroeze (ur. 11 marca 1952 w Zenderen) – holenderski żużlowiec.

## Życiorys
Wielokrotny indywidualny mistrz Holandii (w latach 1972, 1974, 1975, 1978, 1980, 1982, 1983, 1984, 1985 oraz 1986). Dwukrotny finalista IMŚ. W roku 1983 po raz pierwszy awansował do Finału Światowego na torze niemieckim torze w Norden, gdzie był rezerwowym i nie startował. Cztery lata później ponownie uczestniczył w finale na Stadionie Olimpijskim w Amsterdamie i był ostatni. Jako jedyny zawodnik holenderski, który brał udział w finałach IMŚ w historii.
Dwa razy startował w IPE pod patronatem FIM. W roku 1986 w Pardubicach zajął piętnaste miejsce, a w następnej edycji w Miszkolcu ponownie był piętnasty.
Brał udział wiele razy z kolegami w eliminacjach DMŚ i MŚP. Nigdy nie awansował do finałów.
6 czerwca 1983 roku w Rybniku wygrał pierwszy turniej w historii Memoriał im. Jana Ciszewskiego.

## Przynależność klubowa
Wielka Brytania
- Halifax Dukes
- Sheffield Tigers
- Bristol Bulldogs

## Osiągnięcia
Indywidualne Mistrzostwa Świata
- 1983 -  Norden - jako rezerwowy nie startował → wyniki
- 1987 -  Amsterdam - 16. miejsce – 1 pkt. → wyniki

Indywidualny Puchar Mistrzów
- 1986 -  Pardubice - 15. miejsce – 2 pkt. → wyniki
- 1987 -  Miszkolc - 15. miejsce – 2 pkt. → wyniki